# Kościół św. Wawrzyńca w Kocierzewie Południowym
Kościół świętego Wawrzyńca – rzymskokatolicki kościół parafialny należący do parafii pod tym samym wezwaniem (dekanat Łowicz-Katedra diecezji łowickiej).
Jest to świątynia wybudowana w latach 1871-1873 w stylu neoromańskim. Budowla jest jednonawowa na planie krzyża z apsydą. Projektantem kościoła był Franciszek Blauman. Świątynię ufundowali głównie mieszkańcy.
We wnętrzu kościoła można zobaczyć m.in. ołtarze św. Walentego, św. Rodziny czy patrona parafii św. Wawrzyńca, rzymskiego diakona zmarłego śmiercią męczeńską. Szczególnym kultem jest otaczany neobarokowy obraz Matki Bożej Kocierzewskiej. Nawa nakryta jest sklepieniem beczkowym, przedstawiającym każde z wezwań Litanii Loretańskiej. Ciekawy jest również umieszczony przy wejściu pod chórem krucyfiks ludowy. Przyjmuje się, że został on wykonany w 1591 roku.